# Lemurosicyos variegata
Lemurosicyos es un género monotípico  de plantas con flores perteneciente a la familia Cucurbitaceae. Su única especie: Lemurosicyos variegata	(Cogn.) Keraudren, es originaria de Madagascar.

## Taxonomía
Lemurosicyos variegata fue descrita por (Cogn.) Keraudren y publicado en Bulletin de la Société Botanique de France 110(9): 405. 1963[1964].
Sinonimia
- Luffa variegata Cogn.[3]